# Klostertal
Klostertal er en alpedal i den østrigske delstat Vorarlberg. Den forgrenes ved Bludenz fra Walgau-dalen (sidedal til Rhinen) og strækker cirka 30 kilometer i østlig retning op mod bjerget Arlberg og grænsen til Tyrol. Den består af de tre kommuner, Lech am Arlberg, Dalaas og Innerbraz, samt de tre Bludenzer landsbyer Bings, Radin og Außerbraz med et areal på 193,6 km² og rundt 4700 indbyggere (2011).
Klostertal er ikke at forveksle med den mindre bjergdal syd for Silvretta-Stausee (dæmningssø) og bjerget Bieler Höhe.

## Geografi

### Kommuner
Kommunerne i Klostertal hører alle til distriktet Bludenz:
- Klösterle (højde: 1.073 m)
- Dalaas (Højde: 835 m)
- Innerbraz (Højde: 708 m)
- Bludenz (Højde: 587 m; til byen Bludenz hører kun distrikterne Bings, Radin og Ausserbraz geografisk til Klostertal)

## Geologi
Ud fra geologisk synspunkt er Klostertal præget af mange forskellige slags sten. Klostertal er den vestligste af de langsgående dale, der er opstået på grænsen af de Nordlige Kalkalper og krystallinen i de centrale Alper. Syd for dalen befinder sig Verwallgruppe, der består af krystallin og tilhører det alpine område Silvretta. Den nordlige krystallingrænse er i Klostertal, og forløber tilnærmelsesvis langs floden Alfenz. Den nordlige randzone danner en zone af gnejsfylit og skifer, er del af det nedre Silvrettalag, og kaldes Lechquellengebirge. Denne geologisk varierede lagdeling forklarer dalens nuværende form. Hvis man for eksempel betragter Klostertals forholdsvis flade
munding ind i hoveddalen, mangler der her en udtalt niveauinddeling, som man ellers finder i alle sidedale i Vorarlberg. Dalen blev for hovedpartens vedkommende dannet afstrømmende vand, men ved gletsjererosion er dalen stort set blevet omdannet fra en V-formet til en U-formet dal.
Klimaet i Klostertal er stærkt påvirket af landskabsudformningen. Den regnbærende vestenvind kan trænge uhindret ind i dalen, men bjergene skaber en slags kødannelse. Klostertal er en af de vådeste dale i Østrig. Således opstår masser af regn og sne, hvilket er gavnligt for vinterturismen.
Sollys, skyer, tåge og temperatur har store lokale forskelle på grund af dalstrukturen. Vejret kan variere på ganske korte afstande, og derfor har bønder til enhver tid haft et godt øje med solens indstråling i løbet af året, så de kunne udnytte deres landbrugsflader optimalt.
Klimaet har også stor indflydelse på beplantningen. Mens der i Stanzertal, øst for Arlberg, primært forefindes lærketræer, så finder man i Klostertal, vest for Arlberg, især bøgetræer. Klostertal har slående skift i vegetationen på grund de klimatiske og petrografiske forhold. Det er ofte meget let at se, hvor krystallinen i syd mødes med kalkstenen i nord. Sydlige vil man forefinde mørk granskov, hvor der nordligt er blandet skov med en høj andel af bøgetræer, hvilket i en højde på over 1400 meter igen går over i nåleskov. I Klostertal er denne skarpe linje oftest meget synlig, og er karakteristisk for dalen.
Klostertal har altså nærmest en vildromantisk landskabskarakter på grund af de rå overfladeformer og de rå klimatiske forhold.

## Historie
I selve Klostertal er der ikke skrevet historie af bemærkelsesværdig karakter. Beboerne har dog følt følgerne af magt- og territorialændringer, og gennem magthavernes holdningsændringer, i forhold til, om transportforholdene gennem Arlberg skulle fremmes eller ej. Der var ingen store slag i Klostertal, hære fra forskellige lande brugte Arlberg kun for enten at komme ind til Tyrol eller ind i forlandet.
Navnet på Klostertal kan forklares med overdragelsen af kapellet i St. Marienthal af grev Hugo I. af Montfort til Johanniterhaus i Feldkirch i år 1219. Til gengæld blev Johanniterordenen pålagt, at fattige gennemrejsende som minimum blev tilbudt læ, ild og vand. Til dette formål blev der bygget et hospice, som blev kaldt Klösterle, ligesom landsbyen, der opstod rundt om hospicet. Senere blev det omdøbt til Klostertal, som erstattede det tidligere navn på St. Marienthal. 
Historien om Klostertal viser, hvor stor indflydelse på dalens indbyggere dalen har haft som transportvej. Derfor behandles transport som særskilt underkapitel i det følgende.

### Transport
Den korteste afstand mellem Tyrol og Vorarlberg går over det 1.793 meter høje bjergpas Arlbergpass. Denne alpine tværforbindelse kan man "på enestående vis uden større besvær bestige og komme ned af".
Det var dog først jernbanen der gjorde Arlbergforbindelsen til en større europæisk transportrute. Man byggede Arlbergtunnelen og vejen Innsbruck-Landeck mellem 1880 og 1883. Jernbanen gav samtidig den spirende skisport adgang til de højbjergene. Udbyggelsen af Flexenstraße (1895-1897) blev fulgt af øget turisme til det øvre Lechtal, og dermed vandt tilførselsvejen Arlbergstraße betydning.
Det 20. århundrede var præget af en konstant stigning i person- og godstransporttrafik, som krævede løbende justeringer af transportinfrastrukturen. Kulmanglen efter Første Verdenskrig førte til elektrificeringen af Arlberglinjen. Den stigende biltrafik i mellemkrigstiden steg behovet for udbygning af vejene. Reichstraße over Arlberg blev derfor afløst af den asfalterede hovedvej B 190, som sidenhen i 1970 blev afløst af Arlbergschnellstraße S16. Man begyndte også at have større fokus på større sikkerhedsforanstaltninger mod laviner.
I dag er Klostertal en meget vigtig transportforbindelse mellem Vorarlberg og resten af Østrig.

## Turisme
Også turismen har i lang tid været påvirket af betydningen af Klostertal som transportvej. På grund af Klostertals længde og vejenes sværhedsgrad, var rejsende, de såkaldte Säumer eller Samer (som førere af lastdyr blev kaldt), og hestekærrer tvunget til at tilbringe natten i dalen. Dette medførte, at der allerede i middelalderen blev etableret herberger og varmestuer.
Den større trafikmængde øgede også efterspørgslen af huse egnet til ly, indkvartering og forplejning af rejsende. For de rejsende var længden af opholdet i høj grad afhængig af vejret. Da jernbanen blev bygget i slutningen af det 19. århundrede ændrede situationen for herbergerne, og mange begyndte at ligge øde hen, eller var på randen af økonomisk ruin. Først efter jernbanebyggeriet blev afsluttet, indfandt en ny kategori af gæster sig i Klostertal, nemlig turister, der skulle se landskaberne og de bemærkelsesværdige jernbanefaciliteter.
På den måde åbnede bjergene sig for turisme. Den daværende Deutscher und Österreichischer Alpenverein (oftest bare kaldt Alpenverein) byggede hytter, så vandrere og bjergbestigere kunne tilbringe nætter i bjergene. De fleste alpehytter er stadig i brug den dag i dag.
Først i begyndelsen af det 20. århundrede opstod med skiløb en ny turistbranche, og den har stadig enorm betydning for Alperne og Klostertal. Især Hannes Schneider, født i Stuben am Arlberg var skipioner, og grundlægger af "Arlbergschule". Den blev grundlagt i 1922, og teknikkerne blev udbredt gennem undervisningsfilm af Arnold Franck en særlig teknik tilpasset det alpine terræn, hvilket gjorde området omkring Arlberg til et internationalt tilløbsstykke indenfor vintersport. Dette hjalp Arlberg til en høj grad af bevidsthed og vinterferien i denne region blev født.
Klostertal har to turistorganisationer i dag:
- Klösterle & Stuben Tourismus GmbH
- Destination Alpenregion Bludenz GmbH

## Enkelthenvisninger
1. ↑  Frank Lerchenmüller: Das Klostertal – Bevölkerung und Wirtschaft. Beiträge zur alpenländischen Wirtschafts- und Sozialforschung. Wagner’sche Universitätsbuchhandlung Innsbruck Kommissionsverlag, 1970.
2. ↑  H. Tiefenthaler: Natur und Verkehr auf der Arlberg-Westseite. Innsbrucker Geographische Studien, 1973, S. 12–33
3. ↑  H. Tiefenthalter: Arlbergweg – Alpine Verkehrskultur am Arlbergweg von Landeck bis Bludenz. Vorstudie für einen verkehrsgeschichtlichen Erlebniswanderweg über den Arlberg. Auftrag des Amtes der Vorarlberger Landesregierung; Abt. VIIa-Raumplanung, Bregenz 2002

47°07′30″N 10°00′00″Ø / 47.125°N 10°Ø